# Pulau Batik Kulambu
Pulau Batik Kulambu ist eine zu Malaysia gehörende Insel in der zur Celebessee offenen Darvel Bay. Die dicht bewaldete Insel liegt etwa 8 Kilometer östlich von Kunak. Die unregelmäßig geformte Insel erstreckt sich in Ost-West-Richtung etwa 4,9 Kilometer und in Nord-Süd-Richtung etwa 2 Kilometer. Von der Küste steigt die Insel allseitig an und erreicht eine Höhe von bis zu 249 m. Die Insel ist im Südosten durch eine schmale Meerenge von der Insel Pulau Timbun Mata getrennt. Zwei Buchten auf der Südseite reichen 500 und 1100 Meter weit in die Insel hinein.